# Hardella thurjii
Hardella thurjii је гмизавац из реда корњача и фамилије Geoemydidae.

## Угроженост
Ова врста се сматра рањивом у погледу угрожености врсте од изумирања.

## Распрострањење
Ареал врсте је ограничен на мањи број држава. 
Врста је присутна у Пакистану, Индији, Бангладешу и Непалу.

## Станиште
Станиште врсте су слатководна подручја и обално копно.